# سامسونگ گلکسی اس۲۰
سامسونگ گلکسی اس۲۰ (به انگلیسی: Samsung Galaxy S20) یک سری از فبلت‌هایی است که به عنوان محصولی از سری گلکسی اس توسط سامسونگ الکترونیک طراحی، توسعه و ارائه شده است. تمامی گوشی‌های این سری به عنوان جانشین سامسونگ گلکسی اس۱۰ ارائه شده‌اند و در رویداد سامسونگ گلکسی آنپکد در ۱۱ فوریه ۲۰۲۰ رونمایی شدند.
خانواده اس۲۰ متشکل از مدل‌های پرچمدار گلکسی اس۲۰ و گلکسی اس۲۰+ (به انگلیسی: Samsung Galaxy S20+) است که در درجه اول با اندازه صفحه نمایش تمایز می‌یابد و همچنین علاوه بر اینها یک مدل با دوربین بزرگتر، یعنی گلکسی اس۲۰ اولترا (به انگلیسی: Samsung Galaxy S20 Ultra) را شامل می‌شود. ارتقاهای کلیدی این مدل نسبت به مدل قبلی، پشتیبانی از نرخ تازه‌سازی ۱۲۰ هرتزی صفحه نمایش و سیستم دوربین پیشرفته با قابلیت فیلمبرداری با وضوح ۸کی و قابلیت زوم ۳۰ تا ۱۰۰ برابر روی تصاویر (بسته به مدل) می‌باشد.
این گوشی در تاریخ ۶ مارس در اروپا و در ۱۳ مارس در ایالات متحده عرضه شد. قیمت گلکسی اس۲۰، اس۲۰+ و اس۲۰ اولترا در زمان عرضه به ترتیب ۹۹۹، ۱۱۹۹ و ۱۳۹۹ دلار بود.
اس۲۰ اولین گوشی هوشمندی است که گواهی شارژ سریع را از انجمن مجریان یواس‌بی دریافت می‌کند.
طبق گفتهٔ فروشگاه سامسونگ در هند، جانشین گلکسی اس۲۰، گلکسی اس۲۱ نام دارد و در ۱۴ ژانویه ۲۰۲۱ معرفی می‌شود.

## تاریخچه
گمان می‌رفت که این گوشی بر اساس الگوریتم نام‌گذاری سری‌های قبل، گلکسی اس۱۱ نام بگیرد. با این حال، مشخصات افشا شده در ژانویهٔ ۲۰۲۰، نام این گوشی را گلکسی اس۲۰ نشان می‌داد.
بیشتر مشخصات این گوشی قبل از رونمایی به‌طور گسترده‌ای لو رفته بودند، تا حدی که تقریباً تمام جزئیات مربوط به مشخصات و طراحی این گوشی قبل از رونمایی رسمی مشخص شده بود. Leaker Max Weinbach یک ماه قبل از رونمایی، به این گوشی دست یافت، و وجود تمام مشخصاتی که رسانه‌ها از قبل احتمال حضور آن‌ها در این گوشی را حدس زده بودند را تأیید کرد. مفسران معتقد بودند تا ماه فوریه «بیشتر مشخصات این گوشی قبل از رونمایی رسمی مشخص شده‌اند». علاوه بر جداول مشخصات، مطالب بازاریابی و تصاویر خود تلفن‌ها در دنیای واقعی نیز پیش از معرفی رسمی به بیرون درز کرده بود.

## طراحی

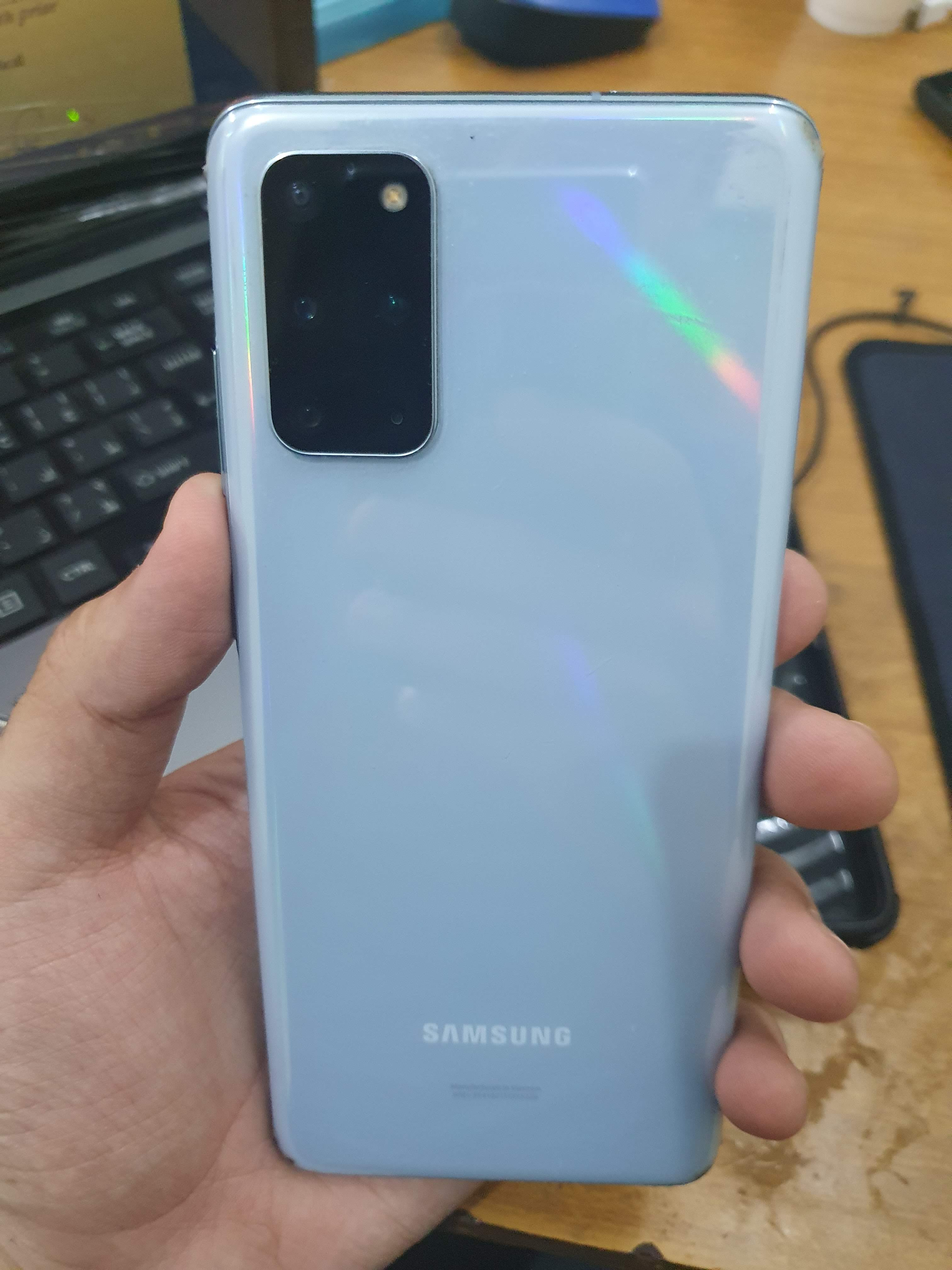
قاب پشتی اس۲۰+

سری گلکسی اس۲۰ طراحی شبیه به سری سامسونگ گلکسی نوت ۱۰ دارد. نمایشگر آن از نوع Infinity-O (که برای اولین بار در سامسونگ گلکسی اس۱۰ معرفی شد) است و در مرکز آن یک حفره برای دوربین سلفی قرار دارد بر خلاف تمام گلکسی اس‌های قبلی، در گلکسی اس۲۰ دوربین‌های پشت در وسط دستگاه قرار ندارند، بلکه به سبک آیفون ۱۱ و پیکسل ۴ در کنار دستگاه جای داده شده‌اند. اس۲۰ و اس۲۰ پلاس به‌ترتیب از دوربین‌های ۳ و ۴ تایی در پشت بهره می‌برند، در حالی که در اس۲۰ اولترا دوربین‌های پشت چهارگانه هستند و فضای بیشتری را هم اشغال کرده‌اند. رنگ‌های این گوشی عبارتند از صورتی ابری، سفید ابری، آبی ابری، خاکستری کیهانی و مشکی کیهانی. رنگ خاکستری کیهانی در تمام نسخه‌ها موجود است، در حالی که رنگ مشکی کیهانی تنها برای اس۲۰+ و اس۲۰ اولترا قابل انتخاب است، آبی ابری به اس۲۰ و اس۲۰+ محدود شده است، و صورتی ابری منحصر به اس۲۰ است. برای اس۲۰+ علاوه بر این رنگ‌ها، رنگ آبی منشوری تنها در بازار کره، بست بای در ایالات متحده و هلند و از طریق تی-موبایل، سامسونگ هلند و تله۲ در هلند و هاله قرمز انحصاری در کره تلکام، وودافون بریتانیا، مالزی و امارات متحده عربی در دسترس است. در دسترس بودن رنگ سفید ابری بر اساس کشور متفاوت است: در ایالات متحده به‌طور انحصاری برای اس۲۰ ورایزون با پشتیبانی از باند اولتراواید، برای مدل اس۲۰ در ایتالیا، برای مدل اس۲۰+ در ایتالیا و اسپانیا و برای مدل اس۲۰ اولترا در چین و آلمان عرضه شد. در ژوئن ۲۰۲۰، ورایزون گلکسی اس۲۰ ۵جی یودابلیو (باند فوق‌العاده) را عرضه کرد. تفاوت‌های این گوشی با اس۲۰ عادی شامل اضافه شدن mmWave، تنها ۸ گیگابایت رم (در مقایسه با ۱۲ گیگابایت رم در نسخهٔ عادی) و عدم وجود اسلات میکرواس‌دی است. علاوه بر تمام اینها، سامسونگ نسخهٔ بی‌تی‌اس ادیشن گلکسی اس۲۰+ را در تابستان ۲۰۲۰ و با رنگ «بنفش مهی» عرضه کرد.

## مشکلات
حتی قبل از انتشار این گوشی، بازرسان خبر می‌دادند که خانوادهٔ اس۲۰ به‌ویژه در نسخهٔ اولترا از مشکل در فوکوس خودکار رنج می‌برد. سامسونگ چندین به‌روزرسانی برای رفع این مشکل منتشر کرد، اما خبرها حاکی از این بود که نسخهٔ اگزینوس حتی پس از این به‌روزرسانی‌ها که قرار بود مشکلات را رفع کنند، همچنان این ایراد را دارد.
کاربران گزارش دادند که نسخهٔ اسنپ‌دراگون دارای ایراد در قفل جی‌پی‌اس است و مدل اگزینوس مشکلات گرمایشی دارد. همچنین برخی کاربران پس از به‌روزرسانی‌های نرم‌افزاری، مشکل صفحه نمایش سبز را داشتند. گزارش شده است که شیشهٔ دوربین گوشی‌های سری اس۲۰ به‌ویژه نسخهٔ اولترا به‌طور خودکار ترک خورده است.

## گلکسی اس۲۰ فن ادیشن
سامسونگ مدل گلکسی اس۲۰ فن ادیشن (به انگلیسی: Samsung Galaxy S20 Fan Edition) را در سپتامبر ۲۰۲۰ به‌عنوان ارزان‌ترین عضو خانوادهٔ گلکسی اس۲۰ معرفی کرد. این گوشی از همان چیپست‌های مورد استفاده در دیگر اعضای خانوادهٔ اس۲۰ بهره می‌برد. از ویژگی‌های برجستهٔ این مدل می‌توان به نمایشگر تخت ۶۵ اینچی سوپر آمولد با نرخ تازه‌سازی ۱۲۰ هرتز و با پشتیبانی از اچ‌دی‌آر ۱۰+، ۶ یا ۸ گیگابایت رم با ۱۲۸ یا ۲۵۶ گیگابایت حافظهٔ داخلی قابل ارتقا با کارت حافظه، باتری ۴۵۰۰ میلی‌آمپری، شارژر ۲۵ وات و شارژر بی‌سیم ۱۵ وات، ۶ رنگ متنوع و دوربین سه‌گانه مشابه با گلکسی اس۲۰ اشاره کرد. این گوشی از فیلمبرداری با وضوح ۸کی بهره نمی‌برد و جنس فریم پشتی آن از پلی‌کربنات است.